# دانشکده ریاضی دانشگاه علم و صنعت ایران
دانشکدهٔ ریاضی دانشکده دانشگاه علم و صنعت ایران در سال ۱۳۶۳ خ. (۱۹۸۴ م) تأسیس شد و در حال حاضر گسترهٔ جامعی از رشتهٔ ریاضی، از دوره‌های آموزشی مقدماتی کارشناسی تا برنامه‌های تحصیلات تکمیلی را در بر می‌گیرد. هم‌چنین این دانشکده طرح‌های تحقیقاتی در موضوعات معینی از ریاضی و علوم ریاضیات با کاربردهای گسترده در علوم و صنایع را دنبال می‌کند.

## پیشینه
دانشکده ریاضی دانشگاه علم و صنعت ایران در بدو تأسیس به عنوان یکی از گروههای فعال این دانشگاه در دانشکده علوم فعالیت داشت. با توسعه دانشگاه، گروه ریاضی در سال ۱۳۶۳ اقدام به تاسیس رشته ریاضی با دو گرایش محض و کاربردی نمود در سال ۱۳۶۸ همزمان با فارغ التحصیل شدن دانشجویان دوره دوم کارشناسی این گروه با پذیرش تعداد ۱۱ دانشجو در گرایش محض و در سال ۱۳۶۹ علاوه بر گرایش محض تعداد ۶ دانشجو در گرایش کاربردی به فعالیت خود در دوره کارشناسی ارشد نیز توسعه داد.
در سال ۱۳۶۸ مقدمات ارتقاء گروه ریاضی به دانشکده ریاضی آغاز شد. در سال ۱۳۷۳ نیز بر طبق قوانین دانشگاه گروه ریاضی صلاحیت تبدیل به دانشکده را کسب نموده و در این زمینه اقدام های لازم را به عمل آورد. در همین سال با فرض تحقق این امر دانشکده ریاضی اقدام به پذیرش ۹ نفر دانشجو در مقطع دکتری در دو گرایش محض و کاربردی نمود. ساختمان قدیم دانشکده ریاضی در اوخر سال ۱۳۶۸ به همت و تلاش مدیران محترم دانشگاه، تخریب و در این مدت، دانشکده در ساختمان فیزیک کاربردی در ضلع شمال غرب دانشگاه به طور موقت مستقر شد. پس از اتمام پروژه ساختمان دانشکده ریاضی و مجتمع کلاس‌های علوم پایه، دانشکده در مرداد سال ۱۳۸۹ به مکان فعلی انتقال یافت. همچنین  از مهر ۹۹  دانشکده کار خود را در رشته علوم کامپیوتر با پذیرش دانشجویان کارشناسی و در رشته ریاضی کاربردی گرایش رمز و کد در مقطع کارشناسی ارشد آغاز کرد. 

## مقاطع و گرایش‌ها
- کارشناسی
  - ریاضیات و کاربردها
  - علوم کامپیوتر
- کارشناسی ارشد
  - ریاضی محض
    - جبر
    - آنالیز
    - هندسه

  - ریاضی کاربردی
    - آمار
    - آنالیز عددی
    - رمز و کد
- دکتری
  - ریاضی محض
  - ریاضی کاربردی[۲]

## هیئت علمی و دانشجویان
در حال حاضر دانشکده ریاضی با پیشینه حدود ۳۰ سال فعالیت آموزشی و پژوهشی دارای ۱۷ نفر عضو هیئت علمی است, از این تعداد ۶ نفر استاد ,۴ نفر دانشیار و ۷ نفر استادیار می باشند. تعداد دانشجویان مقطع کارشناسی در سال جاری ۶۵۰ نفر ، کارشناسی ارشد ۱۱۸ نفر و دکتری ۵۶ نفر است. دانشجویان در این دانشکده در مقطع کارشناسی ریاضی محض، ریاضی کاربردی و علوم کامپیوتر ، مقطع کارشناسی ارشد آمار، ریاضی کاربردی و ریاضی محض، گرایشهای هندسه ، جبر و آنالیز ریاضی و در مقطع دکتری در دو گرایش محض و کاربردی مشغول به تحصیل می‌باشند. تاکنون ۲۱۲۹ نفر نیز در دانشکده دانش آموخته شده اند.